# Naamah
Naamah – polska grupa muzyczna wykonująca metal progresywny. Powstała w Warszawie 1996 roku. Po rozwiązaniu zespołu w 2009, byli muzycy Naamah tworzą m.in. w projektach S.T.E.A.M., Svperlvminal i başnia.

## Dyskografia
- (1997) Dejaniry (MC ścieżka dźwiękowa do spektaklu)
- (1997) Metal Against Racial Prejudice (MC Kompilacja)
- (1999) Magia (CD/MC Demo)
- (2000) Naamah Live - Imielin (CD wydanie własne)
- (2000) Eternal Fear (SP MC)
- (2000) Naamah (CD/MC wydanie własne)
- (2001) Ursynowski Rock (CD Kompilacja)
- (2003) Dark Stars (CD/MC Metal Mind Productions)
- (2003) Ultima (CD/MC Metal Mind Productions)[4]
- (2004) In Goth We Trust (Kompilacja DVD / CD Metal Mind Productions)
- (2004) Resensement (CD Metal Mind Productions)[5]